# Războiul Sino-Indian
Războiul Sino-Indian (în hindi: भारत-चीन युद्ध Bhārat-Chīn Yuddh; denumit și Conflictul de Frontieră Sino-Indian; în chineza simplificată: 中|印|边|境|战|争; în chineza tradițională 中印邊境戰爭; nume din chineză transliterat cu piynin: Zhōng-Yìn Biānjìng Zhànzhēng), a fost un război dus între China și India în 1962. Pretextul de declanșare a conflictului a fost o dispută privind o frontieră comună în Himalaya, dar au fost și alte aspecte care au jucat un rol. Fuseseră o serie de incidente violente de frontieră după revolta tibetană din 1959, când India a acordat azil lui Dalai Lama. India a inițiat o politică de plasare de avanposturi de-a lungul frontierei, inclusiv câteva la nord de linia McMahon, porțiunea de est a Liniei de Control Efectiv proclamată de premierul chinez Zhou Enlai în 1959.
Chinezii au lansat ofensive simultane în Ladakh și dincolo de linia McMahon la 20 octombrie 1962, concomitent cu Criza Rachetelor Cubaneze. Trupe chineze au înaintat către forțele indiene pe ambele teatre de operațiuni, cucerind Rezang la din Chushul pe teatrul de vest, precum și Tawang pe teatrul de vest. Războiul s-a încheiat după ce chinezii au declarat o încetare a focului la 20 noiembrie 1962, simultan anunțându-și retragerea din zona disputată spre poziția 07 noiembrie 1959.
Războiul Sino-Indian a rămas cunoscut pentru condițiile grele în care s-au dus majoritatea luptelor, cu operațiuni de luptă la altitudini de peste 4.250 de metri. Aceasta a pus probleme mari de logistică ambelor părți. În conflict, nu s-au implicat de nicio parte forțele aeriene sau cele marine.

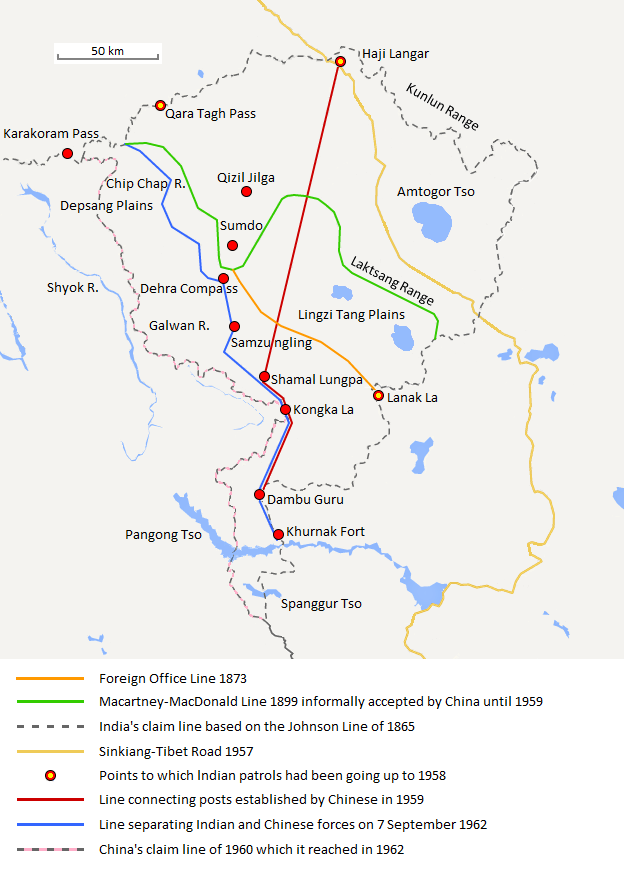
Aksai Chin, zona de război în vest